# Taylor Rogers
Taylor Allen Rogers (né le 17 décembre 1990 à Littleton, Colorado, États-Unis) est un lanceur gaucher des Twins du Minnesota de la Ligue majeure de baseball.

## Carrière
D'abord repêché par les Orioles de Baltimore au 37e tour de sélection en 2009, Taylor Rogers ignore l'offre et rejoint les Wildcats de l'université du Kentucky. Il signe son premier contrat professionnel avec les Twins du Minnesota, qui le réclament au 11e tour de sélection du repêchage de 2012.
Il fait ses débuts dans le baseball majeur avec les Twins le 14 avril 2016. Comme lanceur de relève à sa première année, il réussit 64 retraits sur des prises en 61 manches et un tiers lancées et affiche une moyenne de points mérités de 3,96 en 57 matchs joués.